# Jobina Lahr
Jobina Verena Lahr (* 19. Oktober 1991 in Klein-Zimmern) ist eine deutsche Fußballspielerin.

## Karriere

### Vereine
Jobina Lahr begann bei Viktoria Klein-Zimmern mit dem Fußballspielen und gelangte über weitere Stationen zur zweiten Mannschaft des 1. FFC Frankfurt, für den sie in der Saison 2008/09 in der 2. Bundesliga Süd ihre ersten 16 Punktspiele im Seniorinnenbereich bestritt und ein Tor erzielte. In der Folgesaison war sie für den Hamburger SV II in der 2. Bundesliga Nord aktiv und erzielte sechs Tore in 23 Punktspielen. In der darauffolgenden Saison rückte sie in deren Erste Mannschaft auf und bestritt ihr erstes von 17 Bundesligaspielen am 15. August 2010 (1. Spieltag) bei der 1:4-Niederlage im Auswärtsspiel gegen den 1. FFC Turbine Potsdam mit Einwechslung für Nicole Zweigler in der 74. Minute. Ihr erstes Bundesligator erzielte sie am 5. September 2010 (4. Spieltag) beim 2:2-Unentschieden im Heimspiel gegen den FF USV Jena mit dem Treffer zum 1:1 in der 19. Minute.
Nachdem sie eine Saison lang für den Bundesliganeuling 1. FC Lokomotive Leipzig gespielt hatte, folgte eine zehn Jahre währende Bundesligazugehörigkeit zum SC Freiburg, für den sie ihre einzigen beiden Bundesligatore in ihrer letzten aktiven Saison 2018/19 erzielte. Danach kam sie für den Verein in der Bundesliga nicht mehr zum Einsatz: Am 20. April 2019 riss sie sich Bundesligaspiel beim 1. FFC Frankfurt das Kreuzband, beide Menisken und das Innenband. Während ihrer Rekonvaleszenz riss sie sich im April 2020 im Training ohne Fremdeinwirkung erneut das rechte Kreuzband. Erst am 18. September 2022 (2. Spieltag) kehrte sie in diesen zurück, als sie bei der 1:6-Niederlage im Zweitligaspiel des SC Freiburg II im Heimspiel gegen den FSV Gütersloh 2009 eingewechselt wurde.
In der Winterpause 2022/23 verließ sie den SC Freiburg nach wettbewerbsübergreifend 100 Einsätzen aus beruflichen Gründen. Sie wechselte zum Hamburger SV, mit dem sie 2023 die Meisterschaft der Regionalliga Nord gewann und durch zwei Siege in den Aufstiegsspielen gegen den FC Viktoria 1889 Berlin den Aufstieg in die 2. Bundesliga schaffte. Im September 2023 riss sie sich beim Auswärtsspiel gegen den SV 67 Weinberg das Kreuzband im linken Knie. Das Comeback gelang ihr noch in derselben Saison beim Auswärtsspiel gegen den FC Carl Zeiss Jena. In der Saison 2024/25 schaffte sie mit dem HSV als Tabellendritter den Aufstieg in die Bundesliga und erreichte das Halbfinale des DFB-Pokals, wobei sie in allen 26 Ligaspielen und vier Pokalspielen zum Einsatz kam. Im März 2025 wurde ihr Vertrag beim HSV um ein Jahr bis 2026 verlängert.

### Nationalmannschaft
Ihr einziges Länderspiel bestritt sie für die U23-Nationalmannschaft. Beim 2:0-Sieg im Freundschaftsspiel gegen die U23-Nationalmannschaft Schwedens wurde sie am 24. Mai 2012 im Hamburger Stadion Hoheluft für Svenja Huth in der 88. Minute eingewechselt.

## Erfolge
- Aufstieg 2025 in die Bundesliga
- Meisterin Regionalliga Nord 2023 und Aufstieg in die 2. Bundesliga